# 希帕提娅陨石坑
希帕提娅陨石坑（Hypatia）是月球正面位于狂暴湾西北岸的一座大撞击坑，约形成于酒海纪，其名称取自拜占庭帝国时期生活在埃及的古希腊女哲学家、数学家及天文学家亚历山大的希帕提娅（公元370年（?）-公元415年），1935年被国际天文学联合会批准接受。

## 描述

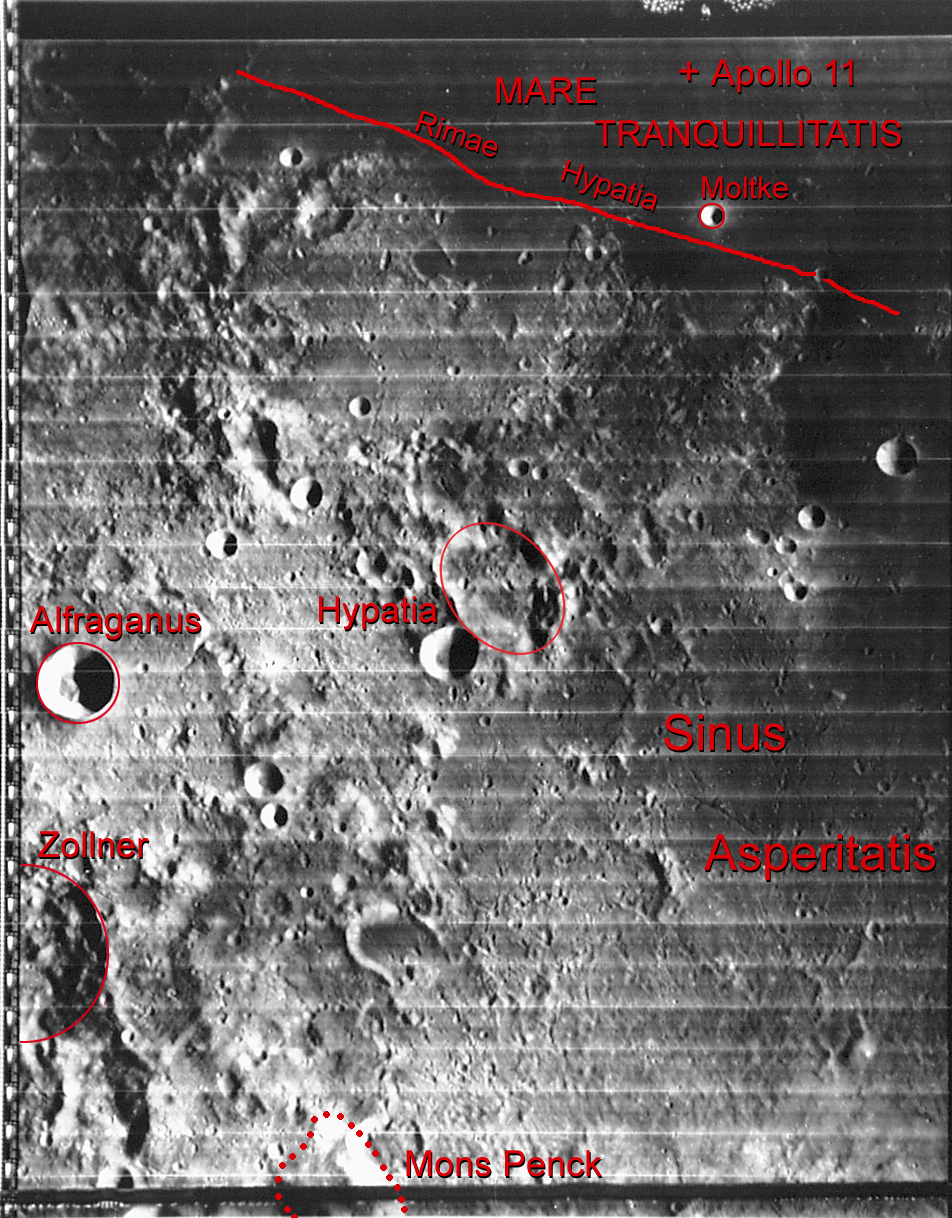
希帕提娅陨石坑周边图，月球轨道器4号拍摄。

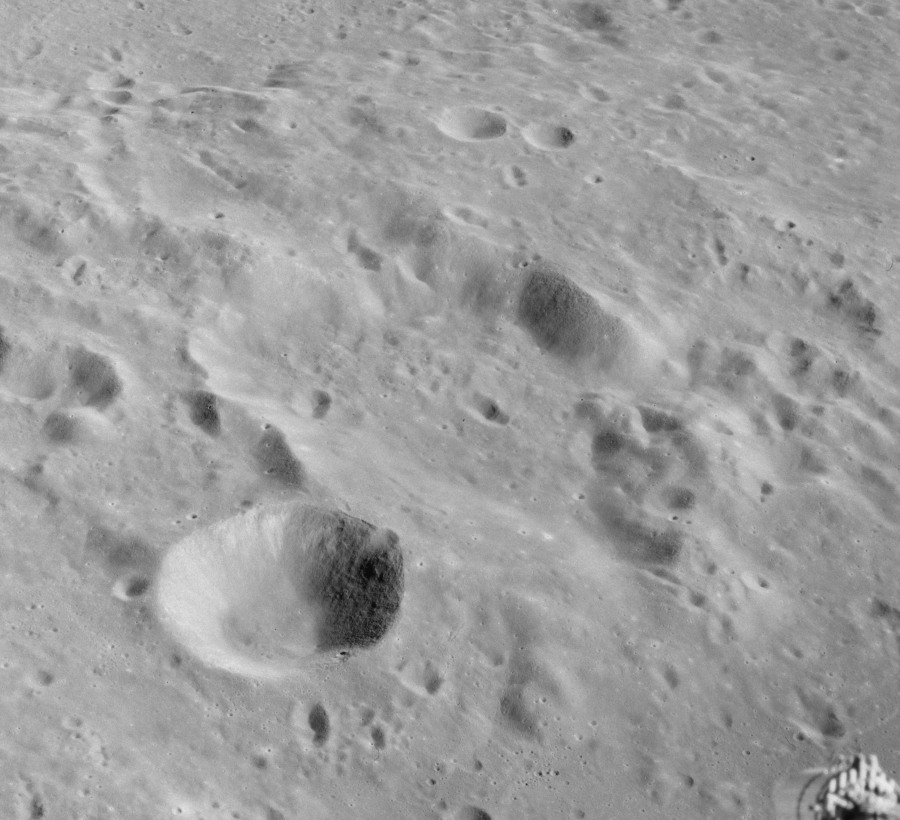
阿波罗16号拍摄的希帕提娅陨石坑斜视图

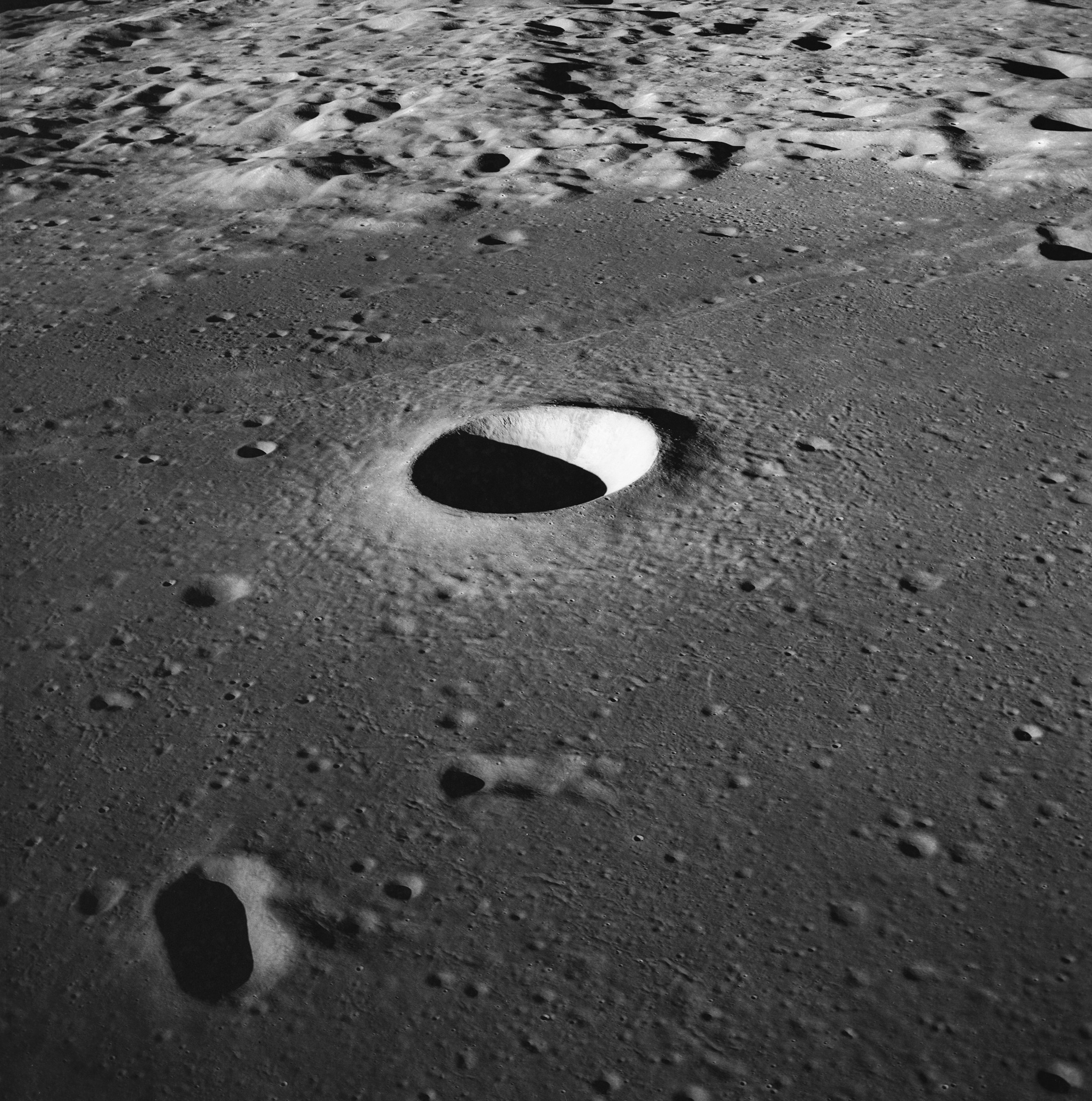
图中为毛奇陨石坑，它的后面则是希帕提娅月溪。(阿波罗10号拍摄)

该陨坑西北偏西毗邻德朗布尔环形山、东北偏北靠近毛奇陨石坑、托里切利陨石坑位于它的东侧、东南则是西奥菲勒斯环形山，而策尔纳陨石坑和阿尔·法甘尼陨石坑分列于它的西南和西南偏西处。希帕提娅陨石坑的北面横亘着希帕提娅月溪，东南则坐落着酒海和波利比乌斯陨石坑，往西南越过波利比乌斯陨石坑则矗立着阿尔泰断崖。该陨坑中心月面坐标为4°15′S 22°35′E / 4.25°S 22.58°E，直径38.8公里，深度约1.5公里。
希帕提娅陨石坑外观呈复杂的多边形状，西北-东南向偏长，可能是由多座撞击坑组合而成，并几乎已完全损毁。陨坑壁崎岖而不规则，多处地方穿切着狭窄的峡谷，但西北壁保存稍好，仍保留有尖峭的壁沿，西南外壁则附靠了碗状的卫星坑希帕提娅 A。该陨坑的坑底表面凹凸不平，坐落着许多醒目的小山丘和小陨坑。
希帕提娅陨石坑北面约70公里处，横亘着一道被称为希帕提娅月溪（Rimae Hypatia）的笔直沟系，它穿过静海表面约180公里，大体伸向东南偏南方。

## 卫星陨石坑
按惯例，最靠近希帕提娅陨石坑的卫星坑在月图上以字母标注在该坑中心点的旁边。
| 希帕提娅 | 纬度   | 经度    | 直径    |
| -------- | ------ | ------- | ------- |
| A        | 4.9° S | 22.2° E | 16 公里 |
| B        | 4.6° S | 21.3° E | 5 公里  |
| C        | 0.9° S | 20.8° E | 15 公里 |
| D        | 3.1° S | 22.7° E | 6 公里  |
| E        | 0.3° S | 20.4° E | 6 公里  |
| F        | 4.1° S | 21.5° E | 8 公里  |
| G        | 2.7° S | 23.0° E | 5 公里  |
| H        | 4.5° S | 24.1° E | 5 公里  |
| M        | 5.3° S | 23.4° E | 28 公里 |
| R        | 1.9° S | 21.2° E | 4 公里  |

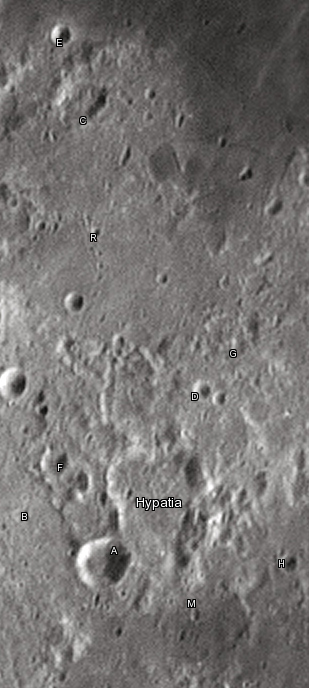
戴维·坎贝尔图片

- 卫星坑希帕提娅 F已被月球和行星观测协会（ALPO）列入《带有明亮射纹系统的撞击坑列表》[5]；
- 月食期间曾记录到卫星坑希帕提娅 A发生温度异常，其原因是陨坑地质龄较短，表面尚未形成足够的能提供隔热效果的表岩屑层。

## 另请参阅
- Andersson, L. E.; Whitaker, E. A. . NASA RP-1097. 1982.
- Blue, Jennifer. . USGS. July 25, 2007  [2007-08-05]. （原始内容存档于2018-12-25）.
- Bussey, B.; Spudis, P. . New York: Cambridge University Press. 2004. ISBN 978-0-521-81528-4.
- Cocks, Elijah E.; Cocks, Josiah C. . Tudor Publishers. 1995. ISBN 978-0-936389-27-1.
- McDowell, Jonathan. . Jonathan's Space Report. July 15, 2007  [2007-10-24]. （原始内容存档于2018-12-25）.
- Menzel, D. H.; Minnaert, M.; Levin, B.; Dollfus, A.; Bell, B. . Space Science Reviews. 1971, 12 (2): 136–186. Bibcode:1971SSRv...12..136M. doi:10.1007/BF00171763.
- Moore, Patrick. . Sterling Publishing Co. 2001. ISBN 978-0-304-35469-6.
- Price, Fred W. . Cambridge University Press. 1988. ISBN 978-0-521-33500-3.
- Rükl, Antonín. . Kalmbach Books. 1990. ISBN 978-0-913135-17-4.
- Webb, Rev. T. W.  6th revised. Dover. 1962. ISBN 978-0-486-20917-3.
- Whitaker, Ewen A. . Cambridge University Press. 1999. ISBN 978-0-521-62248-6.
- Wlasuk, Peter T. . Springer. 2000. ISBN 978-1-85233-193-1.